# استاریه تلیاولی
استاریه تلیاولی (انگلیسی: Starye Tlyavli) یک شهرک در شهرستان شارانسکی استان باشقیرستان کشور روسیه است.